# Aire d'interaction
 (juillet 2025).
Les aires d'interaction sont une particularité du Programme d'éducation internationale, programme chapeauté par l'Organisation du baccalauréat international.
Les aires d'interaction sont différentes fenêtres sur le monde, différents points de vue à considérer lors d'une prise de décision. Elles sont des sphères représentant différents domaines de ce que l'on retrouve dans notre monde. Elles sont au nombre de cinq : Apprendre à apprendre, Communauté et service, Ingéniosité humaine, Environnements et Santé et formation sociale. À compter de septembre 2014, l'Organisation du baccalauréat international abandonnera les aires d'interaction pour les remplacer par les concepts mondiaux.

## Apprendre à apprendre
Cette aire d'interaction traite de l'aspect méthodologique d'un travail. Appliquer cette aire dans notre vie, c'est adopter une méthode de travail efficace et développer une pensée critique et cohérente. Résoudre des problèmes, trouver des stratégies d'apprentissage adaptées à soi-même, savoir s'organiser, gérer l'information, promouvoir l'honnêteté intellectuelle et développer des compétences à la communication, tels sont les points clés mis en avant par Apprendre à Apprendre.
- Quelle est pour moi la meilleure façon d'apprendre ?
- Comment sais-je ?
- Comment communiquer ma compréhension, mes idées, mes valeurs ?

L'aire d'interaction apprendre à apprendre est un élément fondamental du programme. Elle vise à développer la rigueur intellectuelle, mais aussi les attitudes, les stratégies et les compétences aboutissant à une pensée critique, cohérente et indépendante, ainsi qu'une aptitude à résoudre des problèmes et à prendre des décisions. Cette démarche dépasse largement les capacités d'études, puisqu'elle concerne l'apprentissage des façons d'apprendre et cherche à développer la conscience qu'a l'élève des processus mentaux. L'idée est de reconnaître que le véritable apprentissage dépasse largement l'acquisition des connaissances, qu'il fait intervenir l'application raisonnée de ces connaissances, l'esprit critique et la résolution de problèmes, aussi bien individuellement que collectivement.

## Communauté et service
Comme nous vivons dans des milieux différents, nous ne savons pas dans quel milieu certains vivent. Découvrir de nouvelles réalités et développer une conscience sociale fait partie de l'aire d'interaction Communauté et service. Cette conscience se caractérise par une attitude altruiste, un sens des responsabilités et un goût d'apporter une contribution à la vie communautaire. Au PPCS cette aire d'interaction s'accompagne d'heures de service communautaire à réaliser dans la communauté pour l'obtention du certificat.
- Comment vivons-nous les uns avec les autres ?
- Comment puis-je apporter ma contribution à la communauté ?
- Comment puis-je aider les autres ?

Cette aire vient également appuyer le concept fondamental d'ouverture interculturelle visant à encourager la tolérance et le respect et menant à l'empathie et à la compréhension. Pour y arriver, l'aire communauté et service comprend trois éléments fondamentaux :
- La prise de conscience de l'impact d'un acte d'engagement ;
- L'engagement et le service dans la société ;
- La réflexion liée aux agissements d'un individu dans une situation d'engagement ;

## Ingéniosité Humaine
Anciennement Homo Faber, issu de la locution latine « L'homme fait », cette aire englobe toutes les créations humaines. En effet, cette aire d'interaction est en lien avec tous les produits de l'intelligence humaine ou de travaux physiques. Les arts et les sciences sont donc en prise directe avec Ingéniosité Humaine, de même que le monde de la politique et celui de la culture. Les inventions et l'aptitude à reconnaître et à s'adapter au changement sont hautement encouragés. L'aptitude à se créer un sens critique est aussi de mise pour cette aire.
- Pourquoi et comment créons-nous?
- Quelles sont les conséquences de l'acte de création?

L'aire d'ingéniosité humaine permet de se concentrer sur l'évolution, les processus et les produits de la créativité humaine. Elle examine leur impact sur la société et sur l'esprit. Elle nous apprend à apprécier et à mettre en pratique la capacité humaine à influencer, transformer, estimer et améliorer la qualité de la vie. Cette aire encourage à explorer les liens qui existent entre la science, l'esthétique, la technologie et l'éthique; par exemple des problèmes d'éthique peuvent se poser, tels que le progrès, le développement d'une culture au détriment d'une autre et la responsabilité qu'il nous faut assumer dans le progrès. Elle se trouve au cœur de l'apprentissage puisqu'il faut agir en homo faber en résolvant des problèmes et en faisant preuve de créativité et d'ingéniosité dans toute une variété de contextes, et ce, tout au long du programme d'étude internationale.
Les thèmes suivants peuvent facilement être reliés à cette aire d'interaction :
- Le développement de la pensée mathématique et scientifique au cours des siècles ;
- Les valeurs éthiques au cours des siècles ;
- La diversité des jugements moraux et esthétiques ;
- L'aptitude qu'ont les humains à changer et à réagir face aux changements ;
- L'influence d'hommes de génie ;
- Les grands mouvements culturels et historiques ;
- Les grandes découvertes scientifiques ;
- L'impact des inventions et des découvertes sur la société.

Pour mieux comprendre le concept d'homo faber, il faut penser à l'origine du mot faber, du latin facere qui signifie à la fois faire, agir et créer. Par conséquent, homo faber est un artisan, un fabricant d'objets, un artiste, un inventeur ou un penseur. En tant qu'aire d'interaction, homo faber dépasse l'individu en tant que tel et replace la production humaine à la fois dans son contexte et dans un processus continu. Cette production résulte de l'instinct qu'a l'homme de créer, d'innover, de développer, de transformer sa vie et d'agir sur le monde qui l'entoure.
L'Ingéniosité Humaine est au cœur du questionnement et de l'apprentissage actif; il place l'élève en situation d'agir de façon responsable dans les divers contextes rencontrés pendant son parcours scolaire. Cette aire d'interaction voit son apogée dans le projet personnel et amène l'élève  à choisir son domaine de recherche et de création.
De nombreux domaines de l'activité humaine se prêtent à l'exploration par le biais de l'Ingéniosité Humaine, notamment:
- Les systèmes tels que la loi, les systèmes politiques, les transports, l'éducation, la médecine;
- La communication, notamment les statistiques, le langage, les formules mathématiques, les codes;
- La technologie, par exemple la construction, les machines, les outils;
- La pensée, notamment les principes, les concepts, les idées, les opinions, les attitudes;
- L'art, comme la peinture, la sculpture, la broderie, le théâtre, la musique;
- La culture, par exemple la mode, les rites, la nourriture.

L'Ingéniosité Humaine, c'est bien plus que la présentation d'un produit comme exemple de réalisation humaine. Cette aire passe par le questionnement, l'explication, la découverte et l'action.

## Environnements
Notre monde change et les formes de vie sont interdépendantes. Reconnaître ces deux principes est à la base de l'aire d'interaction Environnements. La pollution et la responsabilité de chaque individu, ainsi que les impacts des changements de l'environnement sur la santé humaine sont des aspects importants de cette aire. Également, tout ce qui a trait au milieu de vie en général touche à Environnements.
- Où vivons-nous ?
- De quelles ressources disposons-nous ou avons-nous besoin ?
- Quelles sont nos responsabilités ?

Nous sommes souvent confrontés à des problèmes mondiaux complexes et controversés. Cette aire d'interaction traite de l'importance de l'environnement local et mondial ; elle aborde aussi la notion de développement durable dans un contexte de risques croissants pour l'environnement et de problèmes connexes de nature politique et socio-économique. 
Cette aire aide à comprendre les liens qui existent entre les questions économiques, politiques, culturelles et sociales. Elle permet aussi d'adopter une attitude positive et responsable, et de développer la motivation, les compétences et l'engagement nécessaire pour contribuer à la préservation de son environnement. Grâce à cette aire d'interaction, on devrait parvenir à comprendre et à apprécier :
- la diversité des environnements, qu'ils soient naturels ou artificiels, leur qualité et la nature de l'interaction existant entre l'homme et l'environnement ;
- la gravité et l'ampleur de nombreux problèmes environnementaux ;
- la préservation, ainsi que la nature et le rôle des organisations locales et internationales de protection de l'environnement ;
- les environnements modifiés par l'homme, les relations entre hommes, entre hommes et environnement, et les problèmes sociaux qui en découlent ;
- la pollution et la croissance de la population dans une ville ou à l'extérieur de celle-ci ;
- les concepts, questions et principes liés au développement durable ;
- les choix et possibilités offerts par la technologie vis-à-vis de l'environnement ;
- les dimensions politiques, économiques et culturelles de l'environnement ;
- la manipulation, transformation, contrôle, préservation ou destruction de l'environnement par l'homme ;
- les responsabilités locales, régionales, nationales et internationales ;
- la responsabilité politique de chaque individu.

## Santé et formation sociale
Cette aire d'interaction vise essentiellement à attirer l'attention de l'élève sur le fait que des changements s'opèrent en lui. Comprendre les bienfaits liés à l'exercice physique et à une bonne hygiène et connaître les problèmes liés à la drogue sont des concepts importants de l'aire d'interaction Santé et formation sociale. Les questions sociales, comme la pauvreté et la délinquance, ainsi que la sexualité et les rapports interpersonnels forment aussi un lien important avec l'aire.

## Aire d'interaction déchue
Autrefois, les élèves pouvaient également compter sur l'appui psychologique de l'aire d'interaction Internationalisme. Cette dernière est désormais un des trois concepts fondamentaux du programme.
Il y avait également Homo Faber, qui a changé de nom pour Ingéniosité humaine, l'aire actuellement utilisée. Cette aire comprend principalement l'imagination qu'un élève évoque par rapport à un sujet.

## Interaction entre les aires
Il est très important de comprendre que tout ne peut pas être classé dans une seule aire. Chaque phénomène, concept ou événement a un lien avec toutes les aires d'interaction, parfois plus fort ou plus faible selon chaque cas. Les aires d'interaction servent donc à faire comprendre à l'étudiant que tout, dans notre monde, est en interaction constante et que tout acte à des répercussions sur des plans variés.

## L'intégration des aires d'interaction
À la fin du Programme de premier cycle du secondaire (PPCS) du Programme d'éducation internationale, l'élève doit être en mesure d'effectuer un projet personnel (PP) démontrant une compréhension approfondie d'au moins une aire d'interaction s'il désire obtenir son certificat du PPCS. Ce projet personnel s'étale sur cinq mois environ. C'est l'élève qui pilote son projet avec l'aide d'un superviseur. Le choix du sujet d'un projet personnel doit permettre l'approfondissement de sa compréhension par rapport à l'une des cinq aires d'interaction. Ce projet consiste à créer une œuvre, une invention, une expérience scientifique ou un texte écrit structuré. Chaque projet doit contenir un texte écrit structuré. Le texte écrit structuré doit comprendre quinze sources annotées, sauf dans le cas où le projet personnel est constitué uniquement d'un texte structuré, auquel cas où trente sources sont exigées.